# 柳原 (名古屋市)
柳原（やなぎはら）は、愛知県名古屋市北区にある地名。現行行政地名は柳原一丁目から柳原四丁目。住居表示実施済み。

## 概要
町の中央部を南北に柳原通商店街が縦断し、毎年8月には商店街が主催する夏祭りが開催される。

## 地理
名古屋市北区南西部に位置する。東は清水、西は名城、南は清水・中区三の丸・東区三の丸、北は堀川に残る田幡町を挟み田幡・金城に接する。町の中央部を南北に柳原通商店街が縦断する。

## 歴史

### 町名の由来
往古、この土地は入り海であり、時代が下り中古には猿投山より流れる大河の川筋に当たっていたという。名古屋城御深井丸近辺はその大河が深くなっており、その両岸に柳が多く植わっていたことから、柳原と名づけられたという（金鱗九十九之塵）。

### 沿革
- 1921年（大正10年）8月22日 - 西春日井郡杉村大字上名古屋の一部を名古屋市東区に編入し、東区柳原町となる[1][2][3]。
- 1934年（昭和9年）11月1日 - 東区柳原町字土居下・柳原・杉村町字柳原を東区柳原町1–4丁目とする[5]。
- 1945年（昭和19年）2月11日 - 北区成立に伴い、北区柳原町となる。
- 1980年（昭和55年） - 住居表示実施に伴い、北区柳原町・深田町・元柳原町・八坪町・金作町・田幡町・杉村町・名城町・城北新町の各一部により北区柳原が成立[2]。また、柳原町は北区柳原1–4丁目・清水1–5丁目に編入され消滅した[2]。
- 1982年（昭和57年） - 住居表示により柳原1–2丁目に、城北新町・名城町より各一部を編入[3]。

## 世帯数と人口
2019年（平成31年）1月1日現在の世帯数と人口は以下の通りである。
| 丁目       | 世帯数    | 人口    |
| ---------- | --------- | ------- |
| 柳原一丁目 | 339世帯   | 634人   |
| 柳原二丁目 | 272世帯   | 541人   |
| 柳原三丁目 | 463世帯   | 883人   |
| 柳原四丁目 | 230世帯   | 459人   |
| 計         | 1,304世帯 | 2,517人 |

### 人口の変遷
国勢調査による人口の推移
| 2000年（平成12年） | 2,401人 | [ WEB 7 ]  |  |
| 2005年（平成17年） | 2,425人 | [ WEB 8 ]  |  |
| 2010年（平成22年） | 2,273人 | [ WEB 9 ]  |  |
| 2015年（平成27年） | 2,288人 | [ WEB 10 ] |  |

## 学区
市立小・中学校に通う場合、学校等は以下の通りとなる。また、公立高等学校に通う場合の学区は以下の通りとなる。
| 丁目       | 番・番地等 | 小学校               | 中学校                 | 高等学校 |
| ---------- | ---------- | -------------------- | ---------------------- | -------- |
| 柳原一丁目 | 全域       | 名古屋市立清水小学校 | 名古屋市立八王子中学校 | 尾張学区 |
| 柳原二丁目 | 全域       | 名古屋市立清水小学校 | 名古屋市立八王子中学校 | 尾張学区 |
| 柳原三丁目 | 全域       | 名古屋市立清水小学校 | 名古屋市立八王子中学校 | 尾張学区 |
| 柳原四丁目 | 全域       | 名古屋市立清水小学校 | 名古屋市立八王子中学校 | 尾張学区 |

## 交通

### バス
- 名古屋市営バス（名古屋市交通局）
  - 柳原町停留所[WEB 13]
    - アのりば - □北巡回系統（右回り黒川行）
    - イのりば - □北巡回系統（左回り黒川行）

  - 元柳原町停留所[WEB 14]
    - イのりば - ■名駅14号系統（名古屋駅行）

  - 土居下停留所[WEB 15]
    - アのりば - ■名駅14号系統（大曽根行）
    - イのりば - ■名駅14号系統（名古屋駅行）

## 施設
- ユースクエア
- 丸栄百貨店柳原集配センター
- 田幡保育園
- 自治労連愛知県支部
- 中部電力城北変電所
- 名古屋柳原郵便局
- 聖成基督教団名古屋聖成キリスト教会
- 金光教田幡教会
- 土居下街園
- かつては東急鯱バス本社が所在したが、南区に移転し現存しない。
- 深島神社

創建不明。祭神を多岐理比売命とし、名古屋城鬼門の守護神としての崇敬され、那古野荘三弁天のひとつとしても崇敬された。社名の深島は当地の古称であり、その名より深島様・深島弁財天とも称されていたという。
- 長栄寺（豪潮長栄寺、柳原長栄寺）

天台宗の名僧・豪潮律師によって開山された。光格天皇の中宮欣子内親王御賜による伽羅の香木製の準提観音を本尊とする。先の戦災に遭うも、準提観音像は防空壕に納められて難を逃れ、大門は焼け残り、本堂も再建された。

## 史跡
- 御土居下同心屋敷址[3]

名古屋城築城当時は沼地であったところを埋め立て、鶉口（非常口・裏口の意であるという）としていたという。同心屋敷設置以降は御土居下と名を改めた。この同心屋敷は存在が秘されたこの非常口の警備と有事の際には脱出した藩主の警備が任務とされていたという。
- 市野天籟（いちのてんらい）宅址[3]

御土居下の詩人とも称せられた人物の邸宅跡であるという。

## その他

### 日本郵便
- 郵便番号 : 462-0845[WEB 3]（集配局：名古屋北郵便局[WEB 16]）。

### WEB
1. ↑  “愛知県名古屋市北区の町丁・字一覧”.   人口統計ラボ. 2018年11月8日閲覧。
2. 1 2  “町・丁目(大字)別、年齢(10歳階級)別公簿人口(全市・区別)”.   名古屋市 (2019年1月23日). 2019年1月23日閲覧。
3. 1 2  “郵便番号”.  日本郵便. 2019年1月6日閲覧。
4. ↑  “市外局番の一覧”.   総務省. 2019年1月6日閲覧。
5. ↑  “住所コード検索”. 自動車登録関係コード検索システム.  国土交通省. 2018年10月29日閲覧。
6. ↑  “北区の町名一覧”.   名古屋市 (2015年10月21日). 2019年1月12日閲覧。
7. ↑  名古屋市役所総務局企画部統計課統計係 (2005年7月1日). “（刊行物）名古屋の町(大字)・丁目別人口 (平成12年国勢調査) 北区” (xls). 2017年10月8日閲覧。
8. ↑  名古屋市役所総務局企画部統計課統計係 (2007年6月29日). “平成17年国勢調査　名古屋の町(大字)別・年齢別人口 北区” (xls). 2017年10月8日閲覧。
9. ↑  名古屋市役所総務局企画部統計課統計係 (2012年6月29日). “平成22年国勢調査　名古屋の町(大字)別・年齢別人口 北区” (xls). 2017年10月8日閲覧。
10. ↑  名古屋市役所総務局企画部統計課統計係 (2017年7月7日). “平成27年国勢調査　名古屋の町(大字)別・年齢別人口” (xls). 2017年10月8日閲覧。
11. ↑  “市立小・中学校の通学区域一覧”.   名古屋市 (2018年11月10日). 2019年1月14日閲覧。
12. ↑  “平成29年度以降の愛知県公立高等学校（全日制課程）入学者選抜における通学区域並びに群及びグループ分け案について”.   愛知県教育委員会 (2015年2月16日). 2019年1月14日閲覧。
13. ↑  名古屋市交通局. “なごや地図ナビ 柳原町”. 2014年2月22日閲覧。
14. ↑  名古屋市交通局. “なごや地図ナビ 元柳原町”. 2014年2月22日閲覧。
15. ↑  名古屋市交通局. “なごや地図ナビ 柳原町”. 2014年2月22日閲覧。
16. ↑  郵便番号簿 平成29年度版 - 日本郵便. 2019年01月06日閲覧 (PDF)

### 書籍
1. 1 2  名古屋市北区役所市民室『北区 私たちのまち』名古屋市北区役所、1979年3月、68頁。
2. 1 2 3 4  「角川日本地名大辞典」編纂委員会編『角川日本地名大辞典 23 愛知県』角川書店、1989年、1360頁。ISBN 4-04-001230-5。
3. 1 2 3 4 5 6 7 8 9 10 11 12  角川書店 編『なごやの町名』名古屋市計画局、1992年3月31日、201頁。
4. ↑  名古屋市北区役所市民室『北区 私たちのまち』名古屋市北区役所、1979年3月、27頁。
5. ↑  「告示第千二百五号」『愛知県公報』第810号、愛知県、1235–1239頁、1934年11月28日。